# Diócesis de Rutabo
La diócesis de Rutabo (en latín: Dioecesis Rutaboensis, en inglés: Roman Catholic Diocese of Rutabo y en suajili: Jimbo Katoliki la Rutabo) fue una circunscripción eclesiástica de la Iglesia católica en Tanzania. Se trataba de una diócesis latina, sufragánea de la arquidiócesis de Tabora. Fue suprimida el 21 de junio de 1960 y restaurada como diócesis titular en enero de 2009. Desde el 9 de marzo de 2023 su obispo titular es Elias Kwenzakufani Zondi.

## Territorio y organización
La diócesis extendía su jurisdicción sobre los fieles católicos de rito latino residentes inicialmente en los distritos de Kisiba, Missenyi y la parte del de Kiymia al oeste del río Ngono.
La sede de la diócesis se encontraba en la ciudad de Rutabo.

## Historia
El vicariato apostólico de Kagera Inferior fue erigido el 13 de diciembre de 1951 mediante la bula Ob divinitus del papa Pío XII, obteniendo el territorio del vicariato apostólico de Bukoba, que no debe confundirse con la actual diócesis y que posteriormente dio lugar a la actual diócesis de Rulenge-Ngara.
El 25 de marzo de 1953 mediante la bula Quemadmodum ad Nos del papa Pío XII, el vicariato apostólico fue elevado a diócesis y asumió el nombre de diócesis de Rutabo, con la sede episcopal en la ciudad homónima. Originalmente era sufragánea de la arquidiócesis de Tabora.
El 31 de marzo de 1960 el papa Juan XXIII creó al obispo Laurean Rugambwa como el primer cardenal del África subsahariana de la historia.
El 21 de junio de 1960 mediante el decreto Eminentissimus de la Sagrada Congregación de Propaganda Fide, la diócesis se expandió adquiriendo una parte del territorio de la antigua diócesis de Bukoba. El territorio adquirido incluye la ciudad de Bukoba, en donde se ha trasladado la sede episcopal. En consecuencia, la diócesis tomó el nombre de diócesis de Bukoba, mientras que la sede de la antigua diócesis de Bukoba se trasladó a Rulenge (hoy diócesis de Rulenge-Ngara).

### Diócesis titular
Desde enero de 2009 Rutabo figura entre las sedes episcopales titulares de la Iglesia católica. Desde el 9 de marzo de 2023 el obispo titular es Elias Kwenzakufani Zondi, obispo auxiliar de la arquidiócesis de Durban.

## Episcopologio
- Cardenal Laurean Rugambwa † (13 de diciembre de 1951-21 de junio de 1960 diócesis renombrada Bukoba)

### Obispos titulares
- Telesphore Bilung, S.V.D. (6 de mayo de 2014-1 de noviembre de 2021 nombrado obispo de Jamshedpur)
- Elias Kwenzakufani Zondi, desde el 9 de marzo de 2023